# Route nationale 20 (Estonie)
Pour les articles homonymes, voir Route nationale 20.
La route nationale 20 (Tugimaantee 20) est une route nationale estonienne reliant Põdruse à Pada.
Elle a une longueur de 28,3 km.

## Tracé
- Comté de Viru-Ouest
  - Põdruse
  - Essu
  - Ojaküla
  - Kunda
  - Viru-Nigula
  - Pada